# Moez Ben Srífa
Ájmen Mászlúszí (arabul: معز بن شريفة; Tunisz, 1991. június 24. –) tunéziai válogatott labdarúgó, aki jelenleg az Espérance de Tunis játékosa.

## Sikerei, díjai
- Espérance de Tunis
  - CAF-bajnokok ligája: 2011
  - Tunéziai bajnokság: 2010, 2011, 2012, 2014
  - Tunéziai kupa: 2011

## Külső hivatkozások
- Moez Ben Cherifia Soccerway
- Moez Ben Srífa adatlapja a National-Football-Teams.com oldalon (angolul)

- Moez Ben Cherifia Transfermarkt